# PA-463
A  PA-463 é uma rodovia brasileira do estado do Pará. Essa estrada intercepta a PA-327 em seu limite norte; a BR-235 (em trecho concomitante); e a PA-411 em seu limite sul.
Está localizada na região Sudeste do Pará do estado, atendendo aos municípios de Santa Maria das Barreiras e Santana do Araguaia. 